# San Diego Zoo
De San Diego Zoo is een dierentuin in San Diego in het zuiden van de Amerikaanse staat Californië. Er verblijven zo'n 4000 dieren van meer dan 800 verschillende diersoorten. De San Diego Zoo stond bekend om zijn reuzenpanda’s vanaf 1996. In april 2019 zijn de panda’s terug naar China gegaan.
De dierentuin is in privébeheer van de Zoological Society of San Diego, een non-profitorganisatie. De stad San Diego is de formele eigenaar van de 40 ha waarop de dierentuin gebouwd is, alsook van de dieren en de uitrusting van de zoo. De San Diego Zoo is een geaccrediteerd lid van de Amerikaanse Association of Zoos and Aquariums en een lid van de Zoological Association of America en de World Association of Zoos and Aquariums.
De San Diego Zoo ligt in het grote stadspark Balboa Park, waar de Panama-California Exposition in 1915 gehouden werd. De dierentuin ontstond uit de tentoonstelling van exotische dieren van die expositie. In 1916 werd de Zoological Society of San Diego opgericht. Vanaf augustus 1921 had de dierentuin een eigen stukje land in Balboa Park.

## Trivia
- De allereerste video op YouTube, Me at the zoo, werd in 2005 in San Diego Zoo gefilmd door Jawed Karim.